# Biodata
Biodata war ein im Bereich IT-Sicherheit tätiges, deutsches Unternehmen der sogenannten New Economy mit Sitz in Frankenberg (Eder).

## Geschichte
Tan Siekmann kaufte die Biodata GmbH 1984 im Alter von 16 Jahren seinen Eltern für den symbolischen Preis von einer Mark ab. Unter seiner Führung entwickelte das Unternehmen Hardware-Komponenten zur Verschlüsselung von Internet-, Telefon- und Satellitensignalen.
Zu Beginn entwickelte Biodata Software für Ärzte und Apotheker. Gegen Ende der 1980er Jahre schwenkte das Unternehmen auf die Herstellung von Netzwerkkomponenten um, vor allem die BioNet-Serie für Atari-ST-Computer des damaligen Herstellers Atari. Weitere Netzwerkprodukte wie der ISDN-Router BIG ("Bionet Intelligent Gateway") folgten ab etwa 1994.
Im Jahr 2000 erfolgte der Börsengang als Aktiengesellschaft an das Segment Neuer Markt, nachdem Siekmann diesen Schritt noch im vorhergehenden Jahr ausgeschlossen hatte. Die zu 45 Euro ausgegebenen Aktien wurden zur Erstnotiz mit 240 Euro festgestellt und waren damit der höchste Zeichnungsgewinn, der je am Neuen Markt erzielt wurde. Noch am ersten Handelstag stieg der Kurs weiter auf 302 Euro; der kurze Zeit später erreichte Höchstkurs von 439 Euro bewertete das Unternehmen bei ca. 23,5 Mio. Euro Umsatz mit über 2 Mrd. Euro Börsenkapitalisierung. Der Firmensitz war die der Familie Siekmann gehörende Burg Lichtenfels.
Nachdem in den ersten neun Monaten 2001 ein Konzernverlust von 70 Millionen Euro aufgetreten war, beantragte Biodata im November 2001 als erstes Unternehmen des Börsenindex Nemax 50 Insolvenz. Anfang Februar 2002 eröffnete das Amtsgericht Korbach das Insolvenzverfahren, da eine bilanzielle Überschuldung festgestellt worden war. Aus der Insolvenzmasse kaufte Tan Siekmann für 800.000 Euro einige Bereiche zurück, gründete daraus die Biodata Systems GmbH und übernahm etwa 50 ehemalige Mitarbeiter der Biodata IT AG. Man konzentrierte sich nunmehr auf das Kerngeschäft der ISDN-Verschlüsselung, der Firmensitz war nun in Frankenberg (Eder). Im September 2004 musste Biodata Systems GmbH Insolvenz anmelden, nachdem die Gewinnzone nicht erreicht wurde und der geplante Verkauf an das amerikanisch-australische Unternehmen Promptus nicht gelang. Kurz zuvor war Biodata zudem Codediebstahl vorgeworfen worden. Siekmann kaufte erneut Bereiche aus der Insolvenzmasse und brachte diese in die neue Safe-Com GmbH & Co. KG ein, die wieder auf der Burg Lichtenfels angesiedelt war.
Zum Vorwurf des Betruges sagte Siekmann im Dokumentarfilm Weltmarktführer des Filmemachers Klaus Stern, der die Geschichte von Biodata begleitete: Niemals habe er „getürkte Ad-hoc-Meldungen herausgegeben“ oder „Scheinumsätze“ gebucht. „Okay, ich habe beim Höchstkurs für 25 Millionen Euro eigene Aktien verkauft – aber alles legal“.
Ende 2004 erhob die Staatsanwaltschaft Kassel Anklage gegen Tan Siekmann und zwei weitere Geschäftsführer. Vorgeworfen wurden ihnen u. a. Verletzung der Buchführungspflicht, Insolvenzstraftaten und verbotene Insidergeschäfte. Das Verfahren wurde im Februar 2009 eingestellt.